# بانک تعاونی کشاورزی عراق
بانک تعاونی کشاورزی عراق (عربی: المصرف الزراعي التعاوني العراقي) شرکت دولتی خدمات مالی و بانکداری عراقی است، که در سال ۱۹۳۵ تأسیس شد.